# Sedum brissemoretii
Sedum brissemoretii är en fetbladsväxtart som beskrevs av R.-hamet. Sedum brissemoretii ingår i Fetknoppssläktet som ingår i familjen fetbladsväxter. Inga underarter finns listade i Catalogue of Life.